# Монро (Вашингтон)
Монро (англ. Monroe) — місто (англ. city) в США, в окрузі Сногоміш штату Вашингтон. Населення — 19 699 осіб (2020).

## Географія
Монро розташоване за координатами 47°51′36″ пн. ш. 121°58′59″ зх. д. / 47.86000° пн. ш. 121.98306° зх. д. (47.860107, -121.983170).  За даними Бюро перепису населення США в 2010 році місто мало площу 15,81 км², з яких 15,66 км² — суходіл та 0,16 км² — водойми.

### Клімат
| Клімат : Монро                           | Клімат : Монро | Клімат : Монро | Клімат : Монро | Клімат : Монро | Клімат : Монро | Клімат : Монро | Клімат : Монро | Клімат : Монро | Клімат : Монро | Клімат : Монро | Клімат : Монро | Клімат : Монро | Клімат : Монро |
| Показник                                 | Січ.           | Лют.           | Бер.           | Квіт.          | Трав.          | Черв.          | Лип.           | Серп.          | Вер.           | Жовт.          | Лист.          | Груд.          | Рік            |
| Абсолютний максимум, °C                  | 22,2           | 23,9           | 26,1           | 29,4           | 34,4           | 35,6           | 38,9           | 38,3           | 36,1           | 31,1           | 25,0           | 18,9           | 38,9           |
| Середній максимум, °C                    | 7,2            | 9,8            | 12,1           | 15,5           | 18,9           | 21,6           | 24,7           | 24,6           | 21,5           | 16,0           | 10,3           | 7,3            | 15,8           |
| Середній мінімум, °C                     | 0,4            | 1,1            | 2,4            | 4,3            | 7,1            | 9,7            | 11,1           | 11,2           | 9,2            | 6,1            | 2,9            | 1,1            | 5,6            |
| Абсолютний мінімум, °C                   | −19,4          | −18,9          | −11,1          | −5             | −1,7           | 1,1            | 0,6            | 3,9            | −1,1           | −6,1           | −17,2          | −17,2          | −19,4          |
| Норма опадів, мм                         | 159            | 114            | 122            | 90             | 79             | 64             | 31             | 39             | 65             | 115            | 167            | 169            | 1214           |
| Днів з опадами                           | 21             | 17             | 19             | 16             | 13             | 11             | 6              | 7              | 10             | 16             | 20             | 21             | 177,0          |
| ---------------------------------------- | -------------- | -------------- | -------------- | -------------- | -------------- | -------------- | -------------- | -------------- | -------------- | -------------- | -------------- | -------------- | -------------- |
| Джерело: Western Regional Climate Center |                |                |                |                |                |                |                |                |                |                |                |                |                |

## Демографія
Згідно з переписом 2010 року, у місті мешкали 17 304 особи в 5024 домогосподарствах у складі 3600 родин. Густота населення становила 1094 особи/км².  Було 5306 помешкань (336/км²).
Расовий склад населення:
| - 78,6 % — білих - 3,5 % — чорних або афроамериканців - 2,8 % — азіатів - 1,4 % — корінних американців - 0,4 % — вихідців з тихоокеанських островів - 9,6 % — осіб інших рас |

До двох чи більше рас належало 3,8 %. Частка іспаномовних становила 17,1 % від усіх жителів.
За віковим діапазоном населення розподілялося таким чином: 26,6 % — особи молодші 18 років, 66,2 % — особи у віці 18—64 років, 7,2 % — особи у віці 65 років та старші. Медіана віку мешканця становила 33,1 року. На 100 осіб жіночої статі у місті припадало 128,7 чоловіків;  на 100 жінок у віці від 18 років та старших — 142,5 чоловіків також старших 18 років.
Середній дохід на одне домашнє господарство  становив 75 968 доларів США (медіана — 67 844), а середній дохід на одну сім'ю — 82 636 доларів (медіана — 74 554). Медіана доходів становила 51 531 долар для чоловіків та 39 662 долари для жінок. За межею бідності перебувало 10,2 % осіб, у тому числі 11,3 % дітей у віці до 18 років та 9,1 % осіб у віці 65 років та старших.
Цивільне працевлаштоване населення становило 7090 осіб. Основні галузі зайнятості: освіта, охорона здоров'я та соціальна допомога — 18,5 %, виробництво — 15,4 %, роздрібна торгівля — 12,9 %, науковці, спеціалісти, менеджери — 12,0 %.